# Millingport
Millingport – jednostka osadnicza w Stanach Zjednoczonych, w stanie Karolina Północna, w hrabstwie Stanly.